# Anthurium wurdackii
Anthurium wurdackii är en kallaväxtart som beskrevs av George Sydney Bunting. Anthurium wurdackii ingår i släktet Anthurium och familjen kallaväxter. Inga underarter finns listade.